# 波瓦坦縣 (維吉尼亞州)
波瓦坦县（英語：Powhatan County）是位於美國維吉尼亞州中部的一個縣。面積680平方公里。根據美國2000年人口普查，共有人口22,377人。縣治波瓦坦。
成立於1777年。縣名紀念波瓦坦酋長，即寶嘉康蒂的父親。